# Селянка України
«Селянка України» — ілюстрований двотижневик, орган Центрального відділу робітниць і селянок КП(б)У, виходив 1924—1931 у Харкові.
Чималу увагу журнал приділяв літературній творчості.